# 376
Готська війна. Правління Валента у Східній Римській імперії. У Західній Римській імперії править Граціан. У Китаї правління династії Цзінь. В Індії правління імперії Гуптів. У Японії триває період Ямато. У Персії править династія Сассанідів.
На території лісостепової України Черняхівська культура. У Північному Причорномор'ї готи й сармати. Історики VI століття згадують плем'я антів, що мешкало на території сучасної України приблизно з IV сторіччя. З'явилися гуни, підкорили остготів та аланів й приєднали їх до себе.

## Події
- Зазнавши поразки від гунів на Дністрі, готи підійшли до кордонів із Римською імперією.
- Імператор Валент дозволив вождю Фрітігерну поселити своїх людей у Мезії за умови, що вони постачатимуть вояків для римського війська. Вестготи переправляються через Дунай на плотах і довбанках, але багато з них потонуло.
- Гревтунги під проводом Алатея і Сафракса теж просяться на римську територію, але їм відмовлено. Вони все одно пройшли. Готам не вистачало харчів і загрожував голод.
- Римляни не зуміли роззброїти готів, але поводяться з біженцями погано, захоплюють їхніх дітей у рабство. У відповідь готи прорвали кордон і пішли в родючі рівнини в сучасній Болгарії. Вони ще не бунтують прямо, хоча йдуть всупереч розпорядженням властей.
- Римляни спробували зупинити готів у Фракії, але були розбиті. Збунтувалися також легіонери готського походження. Не маючи можливості здобувати укріплені міста, готи розділилися на дрібні загони і розсипалися, шукаючи фураж.

## Народились
- Кирило  Александрійський